# Генріх Гец
Генріх Гец (нім. Heinrich Götz; 1 січня 1896, Ганновер — 31 січня 1960, Обераудорф)— німецький воєначальник, генерал-лейтенант вермахту. Кавалер Лицарського хреста Залізного хреста з дубовим листям.

## Біографія
Учасник Першої світової війни. 31 травня 1925 року звільнений у відставку. 1 липня 1934 року повернувся на службу у вермахт. З 15 жовтня 1938 року — командир 2-ї роти 9-го піхотного полку, з 1 травня 1939 року — ад'ютант штабу 3-ї піхотної дивізії. Учасник Польської кампанії. В січні 1940 року переведений в запасні частини. переведений в запасні частини. З 17 серпня 1941 по 15 січня 1944 року — командир 466-го піхотного полку 257-ї піхотної дивізії. З червня 1941 по серпень 1942 і з квітня 1943 року брав участь у німецько-радянській війні. З 22 серпня 1944 року — командир 21-ї піхотної дивізії. 25 вересня 1944 року важко поранений і повернувся до командування дивізією лише 15 січня 1945 року. З 8 квітня 1945 року — командир дивізії «Шарнгорст», яка діяла на захід від Берліна. 9 травня 1945 року здався англо-американським військам. В 1948 році звільнений.

## Звання
- Єфрейтор (15 березня 1915)
- Унтер-офіцер (28 березня 1915)
- Віце-фельдфебель (15 квітня 1915)
- Лейтенант резерву (31 травня 1915)
- Лейтенант (7 червня 1915)
- Оберлейтенант (31 травня 1925)
- Гауптман (1 липня 1934)
- Майор (1 жовтня 1937)
- Оберстлейтенант (1 січня 1941)
- Оберст (1 липня 1942)
- Генерал-майор (20 вересня 1944)
- Генерал-лейтенант (1 квітня 1945)

## Нагороди
- Залізний хрест
  - 2-го класу (25 жовтня 1915)
  - 1-го класу (19 березня 1917)
- Нагрудний знак «За поранення» в чорному
- Почесний хрест ветерана війни з мечами
- Медаль «За вислугу років у Вермахті» 4-го і 3-го класу (12 років)
- Медаль «У пам'ять 1 жовтня 1938»
- Застібка до Залізного хреста
  - 2-го класу (30 вересня 1939)
  - 1-го класу (6 жовтня 1939)
- Нагрудний знак пілота
- Лицарський хрест Залізного хреста з дубовим листям
  - лицарський хрест (3 травня 1942)
  - дубове листя (№ 765; 5 березня 1945)
- Медаль «За зимову кампанію на Сході 1941/42»
- Відзначений у Вермахтберіхт (28 вересня 1944)